# Колош (село)
Вижте пояснителната страница за други значения на Колош.
Ко̀лош е историческо село в България. Обаразувано е при сливането на селата Житуша и Кленовик на 4 декември 1965 г. Съществува като отделно селище до 26 август 1991 г., когато е закрито при разделяне на две отделни селища – Житуша и Кленовик.
Към 4 декември 1985 г. броят на населението на Колош е 672 души.